# Pammene aurana
Pammene aurana је инсект из реда лептира - Lepidoptera, који припада породици Tortricidae.

## Опис
Овај ноћни лептир има распон крила од 9-13 мм. Предња крила су браон боје са упечатљивим наранџастим флекама. Задња крила су тамна, а тело и глава смеђи. Гусенице су беличасте, са црно-смеђом главом величине до 5 мм.

## Распрострањење и станиште
Распрострањење Pammene aurana је пре свега европско, али се може наћи и на Блиском и Далеком истоку. На Балканском полуострву је ретко бележена, а у Србији свега неколико налаза са високих планина. Станишта су шумске чистине, рубови шума или шумски путеви. Углавном места где расте и биљка хранитељка - Heraclium sphondylium.

## Биологија
Одрасле јединке (адулти) су активни од јуна до августа. Лете преко дана најчешће на рубовима шума. Биљка хранитељка је медвеђа шапа - Heraclium sphondylium. Постоји једна генерација годишње - униволтинизам. Женка полаже јаја у цветове Heraclium sphondylium. Гусенице живе у цвасти, хранећи се ситним плодовима ове биљке. Гусеница хибернира унутар чауре све до пролећа, када се улуткавају.

## Синоними
- Grapholitha aurana (Fabricius, 1775)
- Pyralis aurana Fabricius, 1775